# Sharon Desiree
Sharon Desiree ist eine US-amerikanische Theater- und Filmschauspielerin.

## Leben
Desiree lebte die ersten Jahre ihres Lebens in Ecuador und spricht fließend Spanisch. Später zog die Familie in die USA, wo sie eine High School besuchte. 2013 wurde bei ihr Krebs diagnostiziert, der aber bis 2018 erfolgreich therapiert wurde. Sie spielte anfänglich in einem Theater in Rockville, Maryland, wirkte allerdings auch in Bühnenstücken des Teatro De La Luna und des GALA Hispanic Theatre in Washington, D.C. mit.
2015 übernahm sie eine Episodenrolle in der Fernsehserie Entführt!. Es folgte 2016 eine Besetzung in dem Kurzfilm Ghost Hole. Seit 2018 tritt sie als Schauspielerin für Produktionen von The Asylum in Erscheinung und übernahm Nebenrollen in Flug 666, Triassic World, Alien Siege – Angriffsziel Erde, Megalodon – Die Bestie aus der Tiefe oder Sharknado 6: The Last One. Im selben Jahr hatte sie eine größere Rolle im Katastrophenfilm End of the World – Gefahr aus dem All inne. 2020 folgte die Rolle der Sgt. Melissa Mora im Horrorfilm Monster Hunters – Die Alienjäger.

## Filmografie (Auswahl)

### Schauspiel
- 2015: Entführt! (House of Horrors: Kidnapped, Fernsehserie, Episode 2x06)
- 2016: Ghost Hole (Kurzfilm)
- 2018: Flug 666 (Flight 666)
- 2018: Triassic World
- 2018: Alien Siege – Angriffsziel Erde (Alien Siege)
- 2018: Megalodon – Die Bestie aus der Tiefe (Megalodon, Fernsehfilm)
- 2018: Sharknado 6: The Last One (The Last Sharknado: It’s About Time)
- 2018: End of the World – Gefahr aus dem All (End of the World)
- 2019: The Orville (Fernsehserie, Episode 2x13)
- 2019: The Adventures of Aladdin (Adventures of Aladdin)
- 2019: Arctic Apocalypse
- 2020: Monster Hunters – Die Alienjäger (Monster Hunters)
- 2020: Apocalypse of Ice – Die letzte Zuflucht (Apocalypse of Ice)
- 2021: Planet Dune (Planet Dune - Their mission...was DOOMED to fail)
- 2021: 2235 – I Am Mortal (I Am Mortal)
- 2021: The Devil’s Triangle – Das Geheimnis von Atlantis (Devil's Triangle)
- 2021: War of the Worlds – Die Vernichtung (War of the Worlds: Annihilation)
- 2021: Megaboa – 20 Meter, die fressen wollen (Megaboa)
- 2022: Lord of the Streets
- 2022: Time Pirates
- 2023: Doomsday Meteor
- 2023: DC Down
- 2023: Megalodon: The Frenzy
- 2023: Roses are Red (Kurzfilm)
- 2024: Gush (Kurzfilm)
- 2024: PlanetQuake (Planetquake)
- 2024: Ape X Mecha Ape: New World Order
- 2024: LOON!

### Synchronisationen
- 2023: The Little Mermaid (Animationsfilm)

## Theater (Auswahl)
- Spring Awakening, Regie: Bill Gillet
- The Resistible Rise of Arturo Ui, Regie: Sasha Ollinick
- Seussical the Musical, Regie: Matt Basset
- Siempre Amigos/Buddies Not Bullies (Teatro De La Luna)
- The World is a Handkerchief (GALA Hispanic Theatre)
- I too Speak of the Rose (GALA Hispanic Theatre)